# Willem de Pannemaker

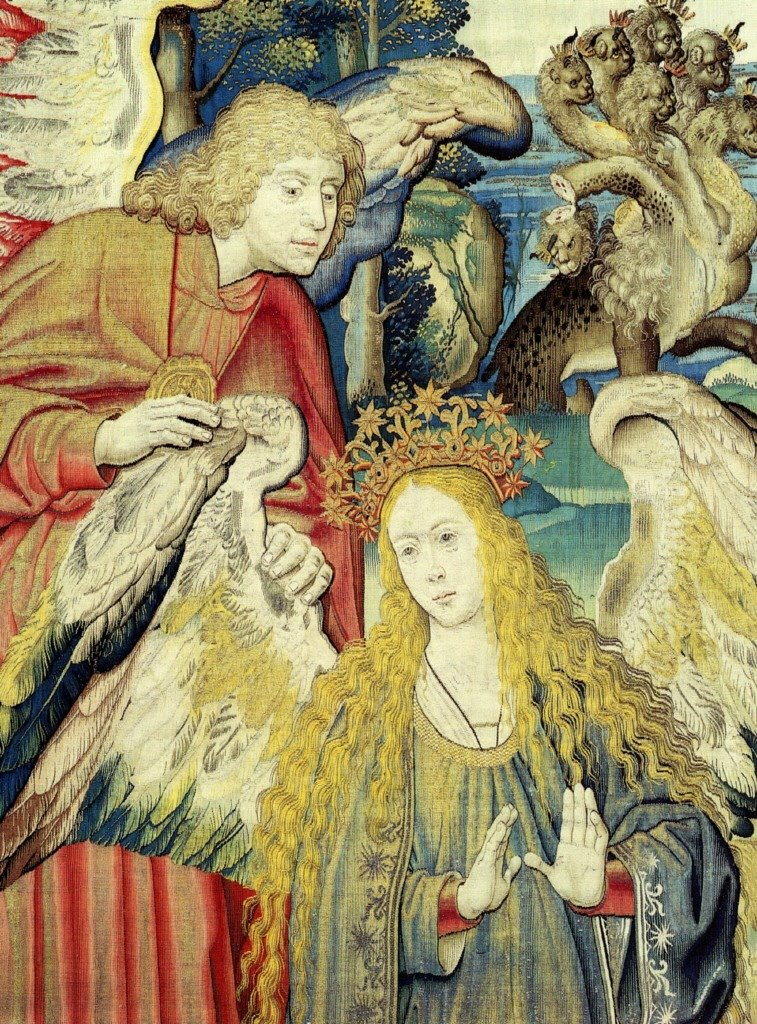
San Giovanni Evangelista e la Donna dell'Apocalisse, arazzo di Willem de Pannemaker

Willem de Pannemaker (Bruxelles, 1512 – Bruxelles, 1581) è stato un artista fiammingo specializzato in arazzi appartenente alla celebre famiglia di arazzieri dei Pannemaker..

## Biografia

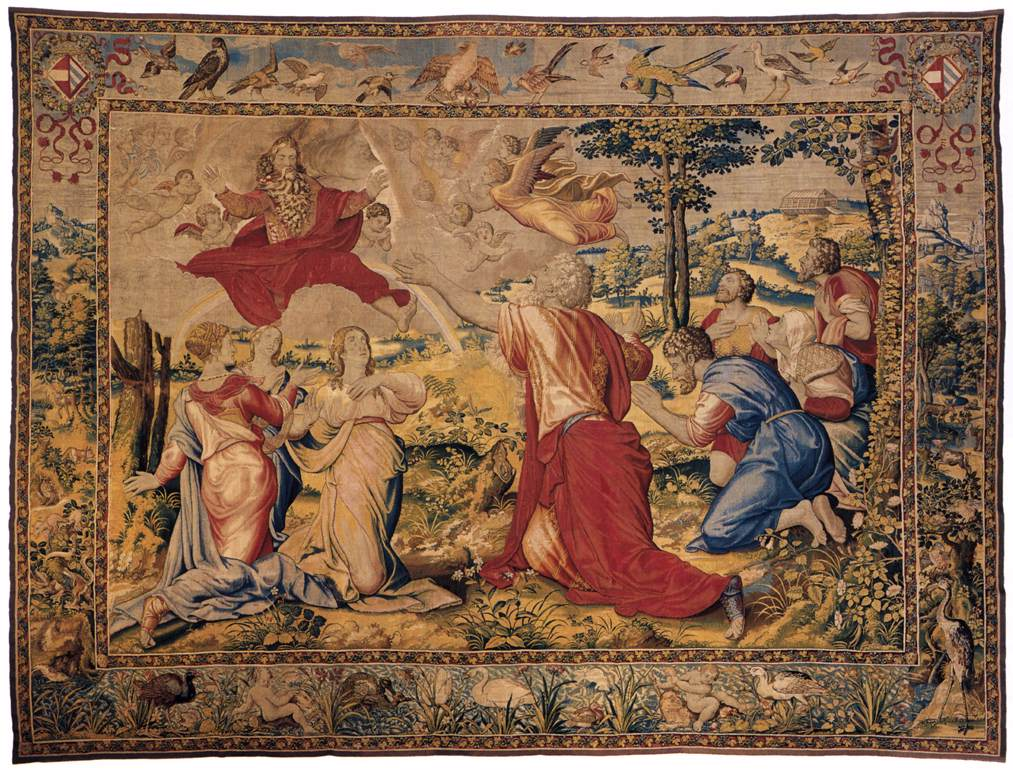
Il patto di Dio con Noè, arazzo di Willem de Pannemaker (430 cm x 560 cm) Rijksmuseum Amsterdam.

Nato a Bruxelles nel 1512, era probabilmente figlio di Peter de Pannemaker I, di cui fu l'erede e di cui amministrò la bottega proprio a Bruxelles dopo la morte di quest'ultimo. Grazie al padre che era stato arazziere di Margherita d'Asburgo, ottenne importanti commissioni come ad esempio una serie di arazzi col tema della Conquista di Tunisi nel 1535 ad opera di Carlo V, opere oggi esposte all'Alcázar di Siviglia. Si specializzò inoltre nella tecnica del millefleur negli sfondi. Si servì di Jan Cornelisz Vermeyen come pittore dei cartoni delle sue opere. La sua grande ricchezza personale, gli permise di acquistare il laboratorio di tessitura del famoso Pieter van Aelst dopo la morte di questi.
Morì a Bruxelles nel 1581.